# Tadagbé Valère Houansou
 (décembre 2024).
Tadagbé Valère Houansou est un agronome béninois, entrepreneur et youtubeur qui vulgarise la pratique agricole en Afrique.

## Biographie

### Formation et débuts
Tadagbé Valère Houansou est agronome de formation,. Il commence sa carrière par l'exécution de marchés de décorations florales au Bénin et l'emménagement d'espaces verts. Il découvre le potentiel d'impact sur ses activités que peuvent des réseaux sociaux tels Facebook lorsqu'il est en contact avec des expatriés allemands installés au Bénin; chez qui il réalise un marché d'emménagement de jardin.

### Parcours
Tadagbé Valère Houansou fait partie des premiers au Bénin à se servir de l'internet et des réseaux sociaux, Facebook, Youtube, ... pour vulgariser la pratique agricole et partager les expériences de terrain; élargissant ainsi son audience. "Agriculteurs modernes", sa chaine Youtube, le rend notoire au point de posséder l'un des comptes Youtube les plus suivis au Bénin,,.
Tadagbé Valère Houansou se diversifie dans la suite de sa carrière et fait la promotion de diverses cultures et niches commerciales. Il est promoteur de Bénin Flowers Revolution,.
En 2021 est mis au point un foyer écologique à base de latérite et de produits recyclés de coques de palmiers comme combustibles,.
Tadagbé Valère Houansou est décoré par l'Ong Réseau Bénin Espoir à sa 38ième édition pour la bonne gouvernance au Bénin et la sensibilisation qu'il fait des métiers de l'agriculture.